# Principi de provinença
El principi de provinença o procedència (Castellà: principio de procedencia, francès: principe de provenance, italià: principio di provenienza, anglès: principle of provenance, alemany: provenienprinzip) és el principi fonamental de la ciència arxivística.
Es tracta d'un mètode científic d'aplicació universal que estableix que un fons d'una institució o organisme no es pot barrejar amb un altre fons d'una altra institució o organisme.
Els documents d'arxiu provinents d'un fons no es poden disgregar, s'han de mantenir units i íntegres; identificats i delimitats; i, no poden existir per matèries sinó per fons.
Michel Duchein considera que l'aplicació del principi té un gran interès pràctic, li dona a l'arxiver una base de treball en l'organització i descripció de fons, que si no s'apliqués el principi «En dehors du respect des fonds, tout travail archivistique ne peut ètre qu’arbitraire, subjectif et dépourvu de rigueur'' És a dir, podria fer que un fons o arxiu estigués organitzat arbitràriament i subjectivament, lluny del que s'aplica mitjançant la provinença.

## Introducció
En llengua catalana s'utilitza indistintament els mots provinença i procedència. El principi de provinença o principi de procedència és el principi fonamental de la ciència arxivística i del seu mètode i es va formular a mitjans del segle xix. Es tracta, doncs, del fet que els documents d'arxiu no s'agrupen mai amb independència de la seva provinença sinó, precisament, segons la institució, organisme o entitat productora. S'ha de diferenciar del principi de pertinença, que al·ludeix al lloc on ha d'estar el document per continuar amb el seu tràmit i acomplir les seves funcions. La provinença és un mètode objectiu que permet l'organització i l'accés físic i intel·lectual als expedients que hi ha en un arxiu.
Si no s'apliqués aquest principi, els mètodes emprats per a la  classificació d'un arxiu serien més subjectius i més confusos. El principi de provinença o procedència denota un caràcter objectiu, tal com diuen Michel Duchein o Elio Lodolini si s'aplica el principi correctament, per moltes vegades que s'hagi d'organitzar i ordenar un arxiu, sempre quedarà de la mateixa manera.

El principi de respecte a l'ordre original i el principi de respecte de l'estructura arxivística són els altres principis fonamentals de la ciència arxivística. Ambdós es deriven i estan implícits en el principi de provinença. Gràcies al principi de respecte a l'ordre original, anunciat per H.Von Seybel l'any 1881, es garanteix que les agrupacions documentals existents a l'interior del fons no puguin ser barrejades entre si mateixes, preservant les inicials relacions entre els documents i el valor del testimoni que ofereix aquesta organització. Per tant, els documents d'arxiu provinents d'un fons s'han de mantenir classificats en l'ordre establert que van rebre per la unitat productora durant la seva inicial funció administrativa i evitar organitzacions formulades partint de futurs interessos.
El principi de l'estructura arxivística complementa el principi de provinença i de respecte a l'ordre original. S'ha de conservar l'organització i les seves respectives competències establertes per la classificació interna de la unitat productora. Com podem observar, la figura del productor és molt important en l'aplicació d'aquests tres principis arxivístics fonamentats en el respecte a la producció natural i originària.

## Avantatges
Hi ha tres premisses que no poden dissociar-se del principi: sempre s'ha de fer una definició de fons com a resultat d'una activitat; s'ha de tenir clara quina és l'estructura interna del fons; i, per acabar, s'exigeix el coneixement de l'organisme i dels procediments que creen els documents que formen part del fons.
- En tractar-se d'una unitat de documents es protegeix millor la seva integritat.
- Es revela més fàcilment el significat dels documents perquè tots s'han ordenat seguint un mateix principi, una base científica de classificació.
- Resulta un mètode pràctic i econòmic per ordenar, descriure i analitzar els documents d'arxiu (es poden contextualitzar els documents) perquè l'organització no la crea l'arxiver, ve imposada per la mateixa documentació. L'arxiver sols l'ha d'identificar i reconstruir.

L'aplicació del principi genera alguna controvèrsia, Michel Duchein remarca que aquestes recauen sobre l'aplicació del principi i no a la provinença pròpiament dita. Com és el cas que defineix l'australià P.J. Scott, que parla sobre la contradicció existent entre l'essència del principi i la presència de documents procedents d'organismes diferents en un mateix fons. També parla que la reproducció de la classificació en els fons era un endarreriment, ja que en la incorporació de nous documents de la mateixa procedència que ampliava el fons d'un depòsit feia que s'hagués de remoure tota la part corresponent del fons en l'arxiu.
Tanmateix, el debat sobre l'aplicació del principi de provinença o procedència encara segueix obert. Arxivers nord-americans i australians com D. Bearman o R. Lytle, parlen sobre la dificultat en l'aplicació perquè en les administracions no hi ha una mono-jerarquia, sinó que es formen per polijerarquies, que compliquen la tasca de delimitar els fons; i per altra banda, les oficines creadores de documents no acostumen a conservar tots els documents que han creat al llarg de la eva activitat. C. Smith, per la seva banda, proposa mantenir el principi de procedència a nivells més baixos com a les sèries i unitats arxivístiques.

## Història
Abans de la formulació teòrica del principi de provinença a mitjans del s. XIX ja hi ha algunes evidències de l'aplicació d'aquest principi en diferents arxius d'arreu. Per exemple, el 1318, segle xiv, Jaume II d'Aragó construí una cambra al Palau Reial de Barcelona amb l'objectiu de conservar tota la documentació procedent de les Cancelleries Reials, constituïdes cadascuna d'elles per fons diferents en viles i ciutats d'arreu de la Corona.
A França, l'any 1328, el rei renúncia al regne de Navarra i ordena al guardià de "Trésor de Chartes" que consignés els documents procedents del Regne de Navarra, aplicant el que serà principi de provinença posterior, i va fer que els documents referents a Navarra, es conservessin allà.
Un altre cas va succeir l'any 1545 on Antonio Catalán dins de l'Arxiu General de Simancas va ordenar el recolliment de les escriptures que tractaven aspectes del patrimoni i de la corona reial, que estiguessin a qualsevol lloc del regne. Núñez Fernández ho ha recollit tal com estava ordenat pel rei i diu així: «[…] que allí se recojan y junten todas las escrituras tocantes a nuestro patrimonio y corona real que estuvieren en cualesquier partes de los dichos nuestros reinos». El rei va dictar que tots els documents que tractaven sobre el patrimoni i la corona reial havia d'estar reunides i ordenades respectant el principi de provinença.
Núñez Fernández parla de l'Arxiu General de Simancas i diu que durant el segle xvi, es va donar molta importància a la formació de grans dipòsits d'arxiu, la formació d'aquests exigia el respecte al principi de procedència per aconseguir una bona organització del fons.
El 1790 a l'Arxiu General d'Índies fan una primera divisió d'arxius basada en el nombre d'oficines que hagin remés els documents, donant-li molta importància a no barrejar arxius de diferent provinença.
Posant en relació aquests dos arxius, tant el de Salamanca com el de Indias, l'any 1588, segons explica Vicenta Cortés, i per instrucció de Felip III de Castella ordena conservar units entre si els documents de la mateixa procedència d'altres d'una altra procedència.
Molts arxivers situen l'origen de l'arxivística com a ciència el 24 d'abril de 1841, quan Natalis de Wailly', cap de la secció administrativa dels Arxius Departamentals, dependents del Ministeri de l'Interior francès, va elaborar una circular: "Instruccions per a l'arranjament i l'organització dels arxius departamentals i municipals". En ella s'ordenava reunir els documents per fons. Reunir en una mateixa unitat tots els documents procedents d'un cos, d'un establiment o d'un individu. Ho fa d'aquesta manera: «[…] rassembler les différents documents par fonds, c’est-a-dire, former collection de tous les titres qui proviennent d'un corps, d'un établissement, d'une famille ou d'un individu [...]» Així doncs, resulta tan important aquest principi que en funció d'ell es distingeix en dues fases històriques l'arxivística: el període prearxivístic, l'època anterior a l'aparició del principi, i el període arxivístic, a partir de la circular de Wailly. Amb la creació del principi bàsic de l'arxivística es va resoldre el problema de com ordenar els fons documentals d'institucions que havien deixat d'existir arran dels canvis socials produïts per la Revolució Francesa. El principi de provinença es difongué ràpidament per tot Europa al llarg del segle xix, elevant-se a principi universal, gràcies als manuals i les legislacions aplicades. Va ser teoritzat pels arxivers holandesos S. Muller, J.A. Feith i R.Fruin al Manual per a la classificació i descripció dels arxius publicat el 1898. Des d'aquest manual d'arxivística moderna es va ampliar el principi de provinença amb la idea o concepte de Fons d'arxiu, la totalitat de documents generats per una institució, fons o família. Així van aportar el respecte dels fons a l'estructura interna de cada institució.